# Pawieł Sawicki
Pawieł Alehawicz Sawicki (ros. Павел Олегович Савицкий, biał. Павел Алегавіч Савіцкі; ur. 12 lipca 1994 roku w Grodnie) – białoruski piłkarz grający na pozycji skrzydłowego. Od 2022 jest piłkarzem klubu Nioman Grodno.

## Kariera klubowa
Od 2010 do 2014 roku Sawicki reprezentował barwy białoruskiego klubu Nioman Grodno. Dla tego klubu w najwyższej klasie rozgrywkowej na Białorusi rozegrał 118 spotkań, w których strzelił 18 bramek. 10 grudnia 2014 roku Sawicki został wypożyczony na rok do Jagiellonii Białystok z opcją pierwokupu. 1 czerwca 2015 roku Jagiellonia rozwiązała kontrakt z zawodnikiem. Sawicki występował z numerem 88 na koszulce w barwach Jagiellonii.

## Kariera reprezentacyjna
Pawieł Sawicki w reprezentacji Białorusi zadebiutował w spotkaniu towarzyskim rozegranym 18 maja 2014 roku przeciwko Iranowi na austriackim stadionie Franz-Fekete-Stadion w mieście Kapfenberg. Zmieniając w 66 minucie spotkania na boisku Siarhieja Bałanowicza. Spotkanie zakończyło się wynikiem 0:0. Natomiast pierwsze dwa trafienia dla reprezentacji narodowej Sawicki zaliczył 21 maja 2014 roku w meczu towarzyskim przeciwko reprezentacji Liechtensteinu, który rozgrywany był na Rheinpark Stadion. Mecz zakończył się rezultatem 1:5 dla Białorusi, a Sawicki strzelił w nim czwartą i piątą bramkę.